# Seseli leucospermum
Seseli leucospermum är en flockblommig växtart som beskrevs av Franz de Paula Adam von Waldstein-Wartemberg och Pál Kitaibel. Seseli leucospermum ingår i släktet säfferötter, och familjen flockblommiga växter. Inga underarter finns listade i Catalogue of Life.